# Banize
 Banize  es una comuna (municipio) de Francia, en la región de Lemosín, departamento de Creuse, en el distrito de Aubusson y cantón de Saint-Sulpice-les-Champs.
Su población en el censo de 1999 era de 134 habitantes.
Está integrada en la Communauté de communes du Pays Creuse Thaurion Gartempe.

## Demografía
| 160 | 225 | 172 | 174 | 149 | 134 |
| Para los censos de 1962 a 1999 la población legal corresponde a la población sin duplicidades (Fuente: INSEE [Consultar]) |     |     |     |     |     |